# Robert Patrick
Robert Patrick, właśc. Robert Hammond Patrick Jr. (ur. 5 listopada 1958 w Marietta) – amerykański aktor i producent filmowy. Stał się etatowym aktorem „zabitym” na ekranie, przez każdego z męskich założycieli sieci restauracji Planet Hollywood: Bruce’a Willisa – Szklana pułapka 2 (1990), Arnolda Schwarzeneggera – Terminator 2: Dzień sądu (1991) i Sylvestra Stallone – Cop Land (1997).

## Życiorys

### Wczesne lata
Urodził się w Marietta w stanie Georgia jako najstarszy z pięciorga dzieci bankiera Roberta i Nadine Patricków. Wychowywał się w Marietta, Bostonie, Kettering, Detroit i Cleveland razem z młodszym rodzeństwem: Lewisem, Cheri, Karen i Richardem (ur. 10 maja 1968), byłym członkiem zespołu rockowego Nine Inch Nails i wokalistą oraz gitarzystą formacji muzycznej Filter.
W liceum grał w baseball. Uczęszczał na Bowling Green State University w Ohio, gdzie na pierwszym roku studiów grał w piłkę nożną. Jednak zainteresował się aktorstwem, opuścił uczelnię i zapisał się na kurs teatralny. Podjął pracę jako malarz domowy. W 1984 przeżył wypadek na łodzi na jeziorze Erie, gdzie pływał przez trzy godziny i ratując innych omal nie utonął.

### Kariera
W 1984 przeniósł się do Los Angeles, gdzie dostał angaż w produkcji teatralnej Davida Mameta Szal (The Shawl) i Go. Pracował w barze i mieszkał w swoim własnym samochodzie. Podczas swoich występów na scenie, został zauważony przez Rogera Cormana. Zadebiutował na ekranie w głównej roli jako Slade w przygodowym filmie sci-fi Myśliwi z przyszłości (Future Hunters, 1986). Rok później znalazł się w obsadzie czterech filmów sensacyjnych: futurystycznego westernu Equalizer 2000 (1987) z udziałem Richarda Nortona, Władcy wojny z piekła (Warlords of Hell, 1987) jako psychotyczny rowerzysta, Oko orła (Eye of the Eagle) i Instynkt mordercy (Killer Instinct). Po gościnnym występie w serialu Nowy Lassie (The New Lassie, 1989), stał się znany szerokiej publiczności z kreacji cyborga T-1000 w sequelu Jamesa Camerona Terminator 2: Dzień sądu (1991), za którą był nominowany do nagrody MTV Movie Award jako najlepszy czarny charakter. Ową postać cyborga T-1000 sparodiował potem w dwóch komediach: Świat Wayne’a (1992) z Mikiem Myersem w roli głównej i Bohater ostatniej akcji (1993).
W komediodramacie Andrew Bergmana Striptiz (1996) pojawił się w roli ubogiego, nieuczciwego byłego męża Demi Moore. Wziął udział w teledysku do utworu „Objects in the Rear View Mirror May Appear Closer than They Are” (1994) w wykonaniu Meata Loafa. W 1996 roku założył firmę produkcyjną 360 Entertainment. W serialu HBO Rodzina Soprano (2000) wystąpił jako David Scatino. W ósmym i dziewiątym sezonie serialu Z Archiwum X (2000−2002) zagrał postać nowego partnera agentki Scully – Johna Doggetta, a za rolę zebrał entuzjastyczne recenzje i w 2001 otrzymał nagrodę Saturn dla najlepszego aktora telewizyjnego.
Wcielił się w postać ojca legendarnych muzyków: Johnny’ego Casha (w tej roli Joaquin Phoenix) w dramacie biograficznym Jamesa Mangolda Spacer po linie (2005) i Elvisa Presleya (Jonathan Rhys Meyers) w miniserialu CBS Elvis (2005). Grał też w komedii sensacyjnej McG Aniołki Charliego: Zawrotna szybkość (2003), dramacie akcji Płonąca pułapka (Ladder 49, 2004) w roli strażaka, filmie wojennym Sztandar chwały (2006) Clinta Eastwooda jako pułkownik Johnson, dreszczowcu Richarda Loncraine Firewall (2006) jako kolega Harrisona Forda, sensacyjnym W cywilu (2006) jako wróg Johna Ceny, dramacie McG Męski sport (2006) jako trener, dramacie fantasy Gabora Csupo Most do Terabithii (2007).
Występował także w serialach, m.in. CBS Jednostka (2006) w roli pułkownika Toma Ryana i FX Synowie Anarchii (2013–2014) jako prezydent Les Packer i Od zmierzchu do świtu (2014) jako Jacob Fuller, jak również użyczył swojego głosu w produkcjach animowanych, np. serialu Ben 10 (2006) czy filmie przygodowym Wyprawa na Księżyc 3D (2008).

## Życie prywatne
24 listopada 1990 ożenił się z Barbarą, z którą ma dwoje dzieci – córkę Austin i syna Samuela.

## Filmografia
| filmy fabularne | filmy fabularne                                                        | filmy fabularne                        | filmy fabularne                                    | filmy fabularne |
| Rok             | Tytuł                                                                  | Rola                                   | Reżyser                                            |                 |
| --------------- | ---------------------------------------------------------------------- | -------------------------------------- | -------------------------------------------------- | --------------- |
| 1986            | Oko orła (Eye of the Eagle)                                            | Johnny Ransom                          | Cirio H. Santiago                                  |                 |
| 1986            | Equalizer 2000                                                         | Deke                                   | Cirio H. Santiago                                  |                 |
| 1986            | Myśliwi z przyszłości (Future Hunters)                                 | Slade                                  | Cirio H. Santiago                                  |                 |
| 1987            | Instynkt mordercy (Killer Instinct)                                    | Johnny Ransom                          | Cirio H. Santiago                                  |                 |
| 1987            | Władcy wojny z piekła (Warlords of Hell)                               |                                        | Clark Henderson                                    |                 |
| 1989            | Hollywood Boulevard II                                                 | operator                               | Steve Barnett                                      |                 |
| 1990            | Szklana pułapka 2 (Die Hard 2)                                         | O’Reilly                               | Renny Harlin                                       |                 |
| 1991            | Terminator 2: Dzień sądu (Terminator 2: Judgment Day)                  | T-1000                                 | James Cameron                                      |                 |
| 1992            | Świat Wayne’a (Wayne’s World)                                          | T-1000 (cameo)                         | Penelope Spheeris                                  |                 |
| 1992            | Broken                                                                 | policjant                              | Peter Christopherson                               |                 |
| 1993            | Uprowadzenie (Fire in the Sky)                                         | Mike Rogers                            | Robert Lieberman                                   |                 |
| 1993            | Bohater ostatniej akcji (Last Action Hero)                             | T-1000 (cameo)                         | John McTiernan                                     |                 |
| 1994            | Znak Smoka (Double Dragon)                                             | Koga Shuko                             | James Yukich                                       |                 |
| 1994            | The Cool Surface                                                       | Jarvis Scott (także scenariusz)        | Erik Anjou                                         |                 |
| 1994            | Body Shot                                                              | Mickey Dane                            | Robert Ian Strauss                                 |                 |
| 1994            | Hong Kong 97                                                           | Reginald Cameron                       | Albert Pyun                                        |                 |
| 1995            | Zero tolerancji (Zero Tolerance)                                       | Jeff Douglas                           | Joseph Merhi                                       |                 |
| 1995            | Bez odwrotu (Body Language, TV)                                        | Delbert Radley                         | George Case                                        |                 |
| 1995            | Fałszywy cel (Decoy)                                                   | Jack Travis                            | Vittorio Rambaldi                                  |                 |
| 1996            | T2 3D: Battle across Time (Universal Studios)                          | T-1000                                 | James Cameron, John Bruno, Stan Winston            |                 |
| 1996            | Striptiz (Striptease)                                                  | Darrell Grant                          | Andrew Bergman                                     |                 |
| 1997            | Cop Land                                                               | oficer Jack Rucker                     | James Mangold                                      |                 |
| 1997            | Rosewood w ogniu (Rosewood)                                            | kochanek Fanny                         | John Singleton                                     |                 |
| 1997            | Wielki przekręt (Hacks)                                                | Goatee                                 | Gary Rosen                                         |                 |
| 1997            | Siła przebaczenia (The Only Thrill)                                    | Tom McHenry                            | Peter Masterson                                    |                 |
| 1997            | Rag and Bone (TV)                                                      | sierżant Daniel Ryan                   | James D. Parriott                                  |                 |
| 1997            | Asylum                                                                 | Nicholas Tordone                       | James Seale                                        |                 |
| 1998            | W poszukiwaniu Złotego Miasta (The Vivero Letter)                      | James Wheeler                          | H. Gordon Boos                                     |                 |
| 1998            | Taktyczna napaść (Tactical Assault)                                    | pułkownik Lee Banning                  | Mark Griffiths                                     |                 |
| 1998            | Osaczeni (Ambushed)                                                    | Shannon Herrold                        | Ernest R. Dickerson (w napisach: Ernest Dickerson) |                 |
| 1998            | Perfect Assassins (TV)                                                 | Leo Benita                             | H. Gordon Boos                                     |                 |
| 1998            | Rogue Force                                                            | Jake McInroy                           | Michael Rooker                                     |                 |
| 1998            | Oni (The Faculty)                                                      | trener Joe Willis                      | Robert Rodriguez                                   |                 |
| 1999            | Od zmierzchu do świtu 2 (From Dusk Till Dawn 2: Texas Blood Money)     | Buck (także reżyser wideo)             | Scott Spiegel                                      |                 |
| 1999            | Pogrzeb w Teksasie (A Texas Funeral)                                   | Zach                                   | William Blake Herron                               |                 |
| 1999            | Shogun Cop                                                             | detektyw                               | Frederick Bailey                                   |                 |
| 2000            | Mexico City                                                            | ambasador Mills                        | Richard Shepard                                    |                 |
| 2000            | Rącze konie (All the Pretty Horses)                                    | Cole                                   | Billy Bob Thornton                                 |                 |
| 2001            | Mali agenci (Spy Kids)                                                 | Pan Lisp                               | Robert Rodriguez                                   |                 |
| 2001            | Strażnicy Teksasu (Texas Rangers)                                      | sierżant John Armstrong                | Steve Miner                                        |                 |
| 2001            | Niebezpieczna prawda (BackFlash)                                       | Ray Bennet                             | Philip J. Jones (w napisach: Phil Jones)           |                 |
| 2001            | Więzy krwi (Angels Don’t Sleep Here)                                   | detektyw Russell Stark                 | Paul Cade                                          |                 |
| 2002            | Out of These Rooms                                                     | John Michael                           | Harri James                                        |                 |
| 2002            | Na ścieżce zbrodni (Pavement)                                          | Samuel Brown                           | Darrell Roodt                                      |                 |
| 2002            | The Hire: Ticker                                                       | agent FBI                              | Joe Carnahan                                       |                 |
| 2002            | D-Tox                                                                  | Peter Noah                             | Jim Gillespie                                      |                 |
| 2003            | Aniołki Charliego: Zawrotna szybkość (Charlie’s Angels: Full Throttle) | Ray Carter                             | McG                                                |                 |
| 2003            | 1st to Die (TV)                                                        | Nicholas Jenks                         | James Patterson                                    |                 |
| 2004            | Wtyczka (Bad Apple, TV)                                                | pułkownik Tom Ryanmy „Bells” Bellavita | Adam Bernstein                                     |                 |
| 2004            | Płonąca pułapka (Ladder 49)                                            | Lenny Richter                          | Jay Russell                                        |                 |
| 2005            | Supercross                                                             | Earl Cole                              | Steve Boyum                                        |                 |
| 2005            | Spacer po linie (Walk the Line)                                        | Ray Cash, ojciec Johnny’ego Casha      | James Mangold                                      |                 |
| 2005            | The Fix (film krótkometrażowy)                                         | Shay Riley                             | Adam Kane                                          |                 |
| 2006            | Firewall                                                               | Gary Mitchell, kolega Jacka Stanfielda | Richard Loncraine                                  |                 |
| 2006            | W cywilu (The Marine)                                                  | Rome                                   | John Bonito                                        |                 |
| 2006            | Sztandar chwały (Flags of Our Fathers)                                 | pułkownik Chandler Johnson             | Clint Eastwood                                     |                 |
| 2006            | Męski sport (We Are Marshall)                                          | główny trener Rick Tolley              | McG                                                |                 |
| 2007            | Most do Terabithii (Bridge to Terabithia)                              | Jack Aarons                            | Gabor Csupo                                        |                 |
| 2007            | Piłki z jajami (Balls of Fury)                                         | sierżant Pete Daytona                  | Robert Ben Garant                                  |                 |
| 2008            | Wyprawa na Księżyc 3D (Fly Me to the Moon)                             | Louie (głos)                           | Ben Stassen                                        |                 |
| 2008            | Dzikie łowy (Strange Wilderness)                                       | Gus Hayden                             | Fred Wolf                                          |                 |
| 2008            | Autopsy                                                                | dr David Benway                        | Adam Gierasch                                      |                 |
| 2009            | Alien Trespass                                                         | Vernon                                 | R. W. Goodwin                                      |                 |
| 2009            | Lonely Street                                                          | Pan Aaron                              | Peter Ettinger                                     |                 |
| 2009            | The Black Waters of Echo’s Pond                                        | Pete                                   | Gabriel Bologna                                    |                 |
| 2009            | Człowiek, który gapił się na kozy (The Men Who Stare at Goats)         | Todd Nixon                             | Grant Heslov                                       |                 |
| 2010            | Pięć minaretów w Nowym Jorku (Five Minarets in New York)               | Becker                                 | Mahsun Kırmızıgül                                  |                 |
| 2010            | Gniew Caina (The Wrath of Cain)                                        | Warden Dean                            | Ryan Combs                                         |                 |
| 2011            | S.W.A.T.: Miasto w ogniu (S.W.A.T.: Fire Fight)                        | Walter Hatch                           | Benny Boom                                         |                 |
| 2011            | Czerwona frakcja (Red Faction: Origins)                                | Alec Mason                             | Michael Nankin                                     |                 |
| 2011            | Good Day for It                                                        | Luke Cain                              | Nick Stagliano                                     |                 |
| 2012            | Safe House                                                             | Daniel Kiefer                          | Daniel Espinosa                                    |                 |
| 2012            | Dopóki piłka w grze (Trouble with the Curve)                           | Vince                                  | Robert Lorenz                                      |                 |
| 2012            | Samochód Jayne Mansfield (Jayne Mansfield’s Car)                       | Jimbo Caldwell                         | Billy Bob Thornton                                 |                 |
| 2013            | Gangster Squad. Pogromcy mafii (Gangster Squad)                        | Max Kennard                            | Ruben Fleischer                                    |                 |
| 2013            | Królowa XXX (Lovelace)                                                 | John Boreman, ojciec Lindy             | Rob Epstein, Jeffrey Friedman                      |                 |
| 2013            | Złodziej tożsamości (Identity Thief)                                   | Skiptracer                             | Seth Gordon                                        |                 |
| 2014            | Miłość bez końca (Endless Love)                                        | Harry Elliot                           | Shana Feste                                        |                 |
| 2014            | Wyrok za prawdę (Kill the Messenger)                                   | Ronald J. Quail                        | Michael Cuesta                                     |                 |
| 2014            | Troje na gigancie (The Road Within)                                    | Robert                                 | Gren Wells                                         |                 |
| 2014            | Ask Me Anything                                                        | Doug Kampenfelt                        | Allison Burnett                                    |                 |
| 2015            | Lost After Dark                                                        | Pan C                                  | Ian Kessner                                        |                 |
| 2015            | Hellions                                                               | Mike Corman                            | Bruce McDonald                                     |                 |
| 2015            | Eloise                                                                 |                                        | Robert Legato                                      |                 |
| 2015            | Hollywood Adventures (film produkcji chińskiej)                        | strażnik studia                        | Timothy Kendall                                    |                 |
| 2020            | Uczciwy złodziej (Honest Thief)                                        | agent specjalny Samuel Baker           | Mark Williams                                      |                 |